# مقياس مكلويد للضغط

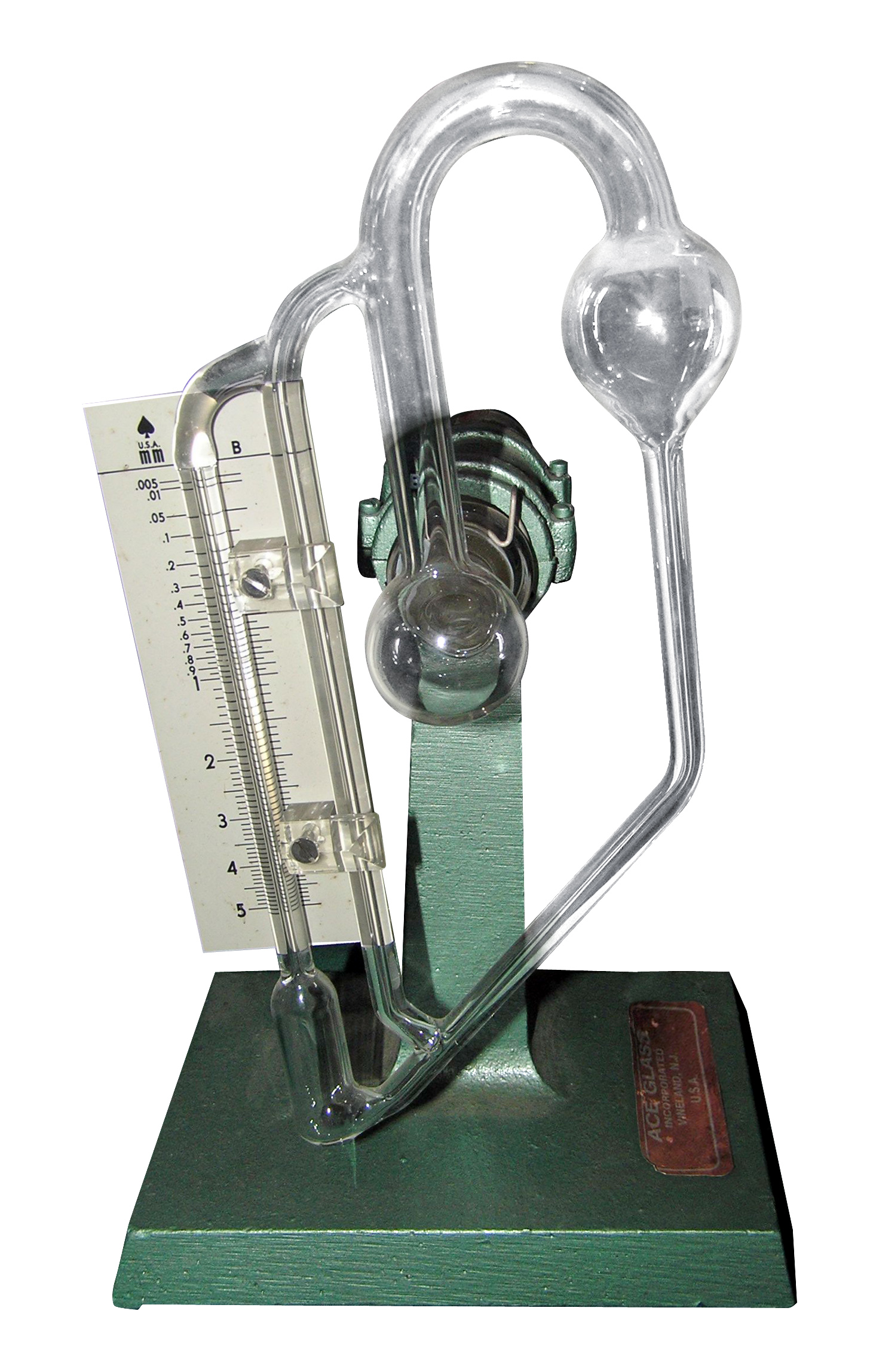

مقياس مكلويد للضغط هي أداة علمية تستخدم لقياس الضغوط المنخفضة جدًا والتي تصل حتى 6-10 تور(1.33) ميجا باسكال. اخترعها العالم هربرت مكلويد في عام 1874م.
إن من المتعارف عن مقاييس مكلويد أنها مرتبطة بالمعدات التي تعمل في الفراغ مثل المُجفِف بالتجميد، ومع ذلك، تم استبدال هذه المقاييس إلى حد كبير بمقاييس الضغط في الفراغ الإلكترونية.
يتشابه تصميم مقياس مكلويد إلى حد ما مع تصميم مقياس الضغط الزئبقي، فهو عادة ما يكون مليئًا بالزئبق ولذلك فإنه إذا تم استخدامه بشكل غير صحيح، يمكن لهذا الزئبق أن يخرج ويلوث نظام التفريغ المرفق بالمقياس.
تَعمل مقاييس مكلويد عن طريق أخذ عينة من الغاز الموجود في حجرة مفرغة من الهواء ومن ثم تضغط هذه العينة عن طريق إمالتها وإحاطتها بالزئبق، بعد ذلك يتم قياس الضغط في هذا الحجم الأصغر باستخدام مقياس الضغط الزئبقي، ويمكن معرفة نسبة الضغط عن طريق نسبة الأحجام الأولية والنهائية، وبالتالي يمكن تحديد ضغط التفريغ الأصلي من خلال تطبيق قانون بويل.
إن هذه الطريقة دقيقة إلى حد ما بالنسبة للغازات غير القابلة للتكثيف، مثل الأكسجين والنيتروجين، ولكن في حالة الغازات القابلة للتكثيف فإنها قد تكون على شكل غاز عند تواجدها في الضغط المنخفض لغرفة التفريغ، ولكنها ستتكثف عند ضغطها بمقياس مكلويد، مما سيؤدي إلى قراءة خاطئة، حيث ستظهر ضغطًا أقل بكثير من الضغط الفعلي، ولحل هذه المشكلة يمكن استخدام المصيدة الباردة مع مقياس مكلويد لتكثيف هذه الأبخرة قبل دخولها إلى المقياس.
من الأمثلة على الغازات القابلة للتكثيف: بخار الماء، والأمونيا، وثاني أكسيد الكربون، وأبخرة زيت المضخة.
يتمتع مقياس مكلويد بميزة وهي أنه يحتاج إلى نفس المعايرة تقريبًا لجميع الغازات غير القابلة للتكثيف. يمكن تشغيل الجهاز يدويًا وقراءة المقياس بالنظر، أو يمكن أتمتة العملية بطرق مختلفة، ومثالا على ذلك: يمكن لمحرك كهربائي صغير أن يدور بشكل منتظم لجمع عينة الغاز، وبالتالي فإن مقاومة السلك البلاتيني الموجود في الأنبوب الشعري سوف تشير إلى ارتفاع عمود الزئبق حوله.
إن من مميزات مقاييس الفراغ الإلكترونية الحديثة أنها أبسط في الاستخدام وأقل قابلية للكسر ولا تشكل خطرًا كما في مقاييس الزئبق، لكن قراءتها تعتمد بشكل كبير على الطبيعة الكيميائية للغاز الذي يتم قياسه، ومعايرتها غير مستقرة، ولهذا السبب، يستمر استخدام مقاييس مكلويد كأداة لمعايرة المقاييس الإلكترونية.

## روابط خارجية
- http://physics.kenyon.edu/EarlyApparatus/Pneumatics/McLeod_Gauge/McLeod_Gauge.html
- https://web.archive.org/web/20060504124236/http://www.tau.ac.il/~phchlab/experiments/vacuum/Techniques_of_high_vacuum/Vacuum5.html